# Ćićarija
Die Ćićarija (kroatisch), slowenisch Čičarija geschrieben (italienisch Cicceria, deutsch veraltet Tschitschenboden, auch Tschitscherei,), ist ein rund 45 km langer und 10 bis 15 km breiter Teil des Karstgebiets im Dinarischen Gebirge im nördlichen Istrien, zwischen Koper und Kastav.

## Lage  und Landschaft
Die Ćićarija liegt an der Grenze von Kroatien und Slowenien.
Das Karstgebiet liegt überwiegend auf 700 bis 800 m Meereshöhe. Die höchste Erhebung in der Ćićarija ist der (allerdings nicht mehr von allen zu ihr gerechnete) Veliki Planik (1272 m) im Südosten des Gebiets. Die höchste Erhebung im slowenischen Teil ist die auf der Grenze zu Kroatien gelegene Glavičorka (1082 m) und ganz auf slowenischem Gebiet der Slavnik (1028 m), die mit ihrem Verbindungszug als naturgeographischen Kleinregion Slavniško pogorje (Slavnik-Bergland) bezeichnet werden. Das Vorland dort ist die Hochfläche des Podgorski kras.
Im Nordosten wird die Ćićarija vom Podgrajsko podolje (Matarsko podolje) begrenzt, dort liegen die Berge des Brkini. Im Südosten geht die Gegend in die Goriski kotlina über. Südlich schließt sich der Gebirgsstock der Učka (höchste Erhebung 1401 m) schon an der Kvarner-Bucht an, mit dem die Ćićarija eine morphologische Einheit bildet. Südwestlich begrenzt die Gegend von Dolenja Vas und Buzet. Nordwestlich bildet die Kante des Podgorski kras den Übergang zum Koprsko primorje (Küstenland von Koper).
Die Ćićarija stellt mit der Učka das „Weiße Istrien“ (bela Istra) dar, die wegen des verkarsteten, über weite Gebiete unbewachsenen hellen Kalksteinfels so benannt ist (Nordistrischer Karst oder Tschitschenkarst).
| vergrößern und Informationen zum Bild anzeigenDie südliche Ćićarija, von Gračišće gesehen |

## Etymologie
Der Name leitet sich von der früher und in Resten heute noch istrorumänischen Bevölkerung des Gebiets, kroatisch Ćići oder Ćiribirci (Tschiribiren) genannt, ab.